# Джон Сноу (персонаж)
Джон Сноу (англ. Jon Snow) — персонаж серии фэнтези-романов «Песнь Льда и Огня» американского писателя Джорджа Р. Р. Мартина и поставленного по этим книгам телесериала «Игра престолов». По сюжету книжного цикла — незаконнорождённый сын (бастард) верховного лорда Севера Эддарда Старка, в сериале оказывается племянником Эддарда по матери, сыном Рейегара Таргариена. Является центральным персонажем (ПОВ) серии, от лица которого ведётся часть глав романов. Появляется в книгах «Игра престолов» (1996), «Битва королей» (1998), «Буря мечей» (2000), «Танец с драконами» (2011), присутствуя в четвёртой книге саги «Пир стервятников» (2005) в качестве второстепенного персонажа. Он основан на Генрихе VII.
Один из наиболее популярных персонажей серии, по мнению «Нью-Йорк Таймс», и один из главных персонажей цикла, по мнению Мартина.
Считалось, что Джон умер после пятого сезона сериала и книги «Танец с драконами», однако в шестом сезоне сериала было подтверждено его воскрешение Мелисандрой в книге «Ветра зимы».
В сериальной адаптации серии «Игра Престолов» роль Джона Сноу играет британский актёр Кит Харингтон. В 2012 за эту роль Харингтон был номинирован на премию «Сатурн» в категории «Лучший телеактёр второго плана». Также в составе всего актёрского состава сериала был номинирован на «Премию Гильдии киноактёров США» за лучший актёрский состав в драматическом сериале в 2012, 2014 и 2015 годах.

## Личность
Джон — худощавый, темноволосый, сероглазый юноша. Сначала считалось что Джон — бастард Эддарда Старка. В телесериале он оказывается сыном Рейегара Таргариена и Лианны Старк (сестры Эддарда Старка). По версии телесериала, был рождён в законном браке, является наследником Железного Трона и носит имя Эйегон VI Таргариен, но об этом никто не знает, кроме Эддарда Старка, а позже Брана Старка и Сэмвелла Тарли. Последний рассказал Джону о его настоящих родителях и его настоящем имени в первом эпизоде восьмого сезона. В романах эта версия пока не получила подтверждения либо опровержения, поскольку очередная книга, «Ветра зимы», остаётся недописанной.
Джон очень похож на своих предков-Старков; подобно Эддарду, у Джона очень развитое чувство чести и долга. Как и другие младшие Старки, Джон — варг, оборотень, хотя своего таланта он и не сознает. Его лютоволк — альбинос с белой шерстью и красными глазами, молчаливый Призрак. В первой книге Джон вступил в Ночной Дозор, на протяжении следующих книг он связан с этим братством. В Дозоре он стал владельцем валирийского меча Длинный Коготь.

## Краткая биография
Джон Сноу рос вместе с законными детьми Эддарда Старка, хотя обычно бастарды (незаконнорождённые дети) росли отдельно от законных детей и были предоставлены сами себе. Мачеха Джона — Кейтилин Старк — ненавидела Джона, хотя и сама признавала тот факт, что это несправедливо. Одна из причин ненависти Кейтилин к Джону состоит в том, что Джон более похож на отца, чем её дети (и внешне, и характером). Джон и Робб вместе росли и обучались в замке отца, который настоял, чтобы они воспитывались как братья. Джон, так же как и другие сыновья Эддарда, обучался фехтованию, езде верхом и грамоте. Отношение братьев и сестёр было к нему как и у отца. Особенно тепло относилась к нему Арья Старк, а он так же относился к ней, в неплохих (покровительственно-дружеских) отношениях с Браном, в дружески-сопернических с Роббом, шутливо называя его «Старк». Робб, узнав о гибели Брана и Рикона, без колебаний решил назначить наследником Джона Сноу вопреки желанию матери назначить Лордом Винтерфелла одного из детей по женской линии или Сансу с Арьей, заявив, что «Джон больше Старк, чем один из этих южных лордиков», и заверил завещание подписями своих полководцев, отправив на север лорда Гловера и леди Мормонт, чтобы они сообщили о его воле, обменяли Джона на 100 рекрутов для Дозора и попросили лорда Болот Рида помочь в атаке Рва Кейлин (об их судьбе ничего не известно, но к концу «Танца драконов» до Дозора они не добрались, а из-за гибели в Близнецах Робба и его армии атака на Ров была отменена). Хотя предложение Станниса Баратеона стать лордом Винтерфелла и Хранителем Севера было бы исполнением мечты Джона, тот счел что даже узаконивание и принятие вместо «бастардской» фамилии Старк не освободит его от клятвы Ночного Дозора.

### Генеалогическое древо
В книге Джон — бастард лорда Винтерфелла Эддарда Старка. В сериале Джон — законный сын принца Драконьего Камня Рейгара Таргариена.

## Роль в сюжете

### Игра Престолов
Джон Сноу присутствовал на казни дезертира Ночного Дозора, приговор которому выносил сам Эддард Старк. Он помогал Брану сохранять стойкость, чтобы их отец не заметил слабости мальчика. После казни Робб и Джон поскакали наперегонки к мосту, затем обнаружив там мертвую лютоволчицу с шестью щенками. Джон и Бран уговорили отца оставить щенков, так как их было столько же, сколько и детей-Старков. Джону достался безмолвный щенок-альбинос, которого он нашёл позже и который уже открыл глаза, в отличие от остальных. Кроме того, Джон Сноу назвал своего лютоволка «Призрак». По возвращении домой они узнают, что десница короля Джон Аррен мёртв, а сам король Роберт Баратеон едет в Винтерфелл. Когда королевская чета приезжает в Винтерфелл, на пиру Джон встречается с Бендженом Старком разведчиком Ночного Дозора, братом Эддарда Старка. Впоследствии Джон принимает решение стать братом Ночного Дозора и отец поддерживает его решение, так как мачеха Джона — Кейтилин — настаивает на его отъезде из Винтерфелла. Там же он знакомится с Тирионом Ланнистером, который поедет к Стене вместе с ним. За день, когда Нэд Старк должен был отбывать в Королевскую Гавань, а Джон — на Стену, Бран упал со старой башни, но это не изменило решения их обоих. Джон попрощался с братом, выслушав от убитой горем Кейтилин, что на месте покалеченного Брана должен был быть он. Перед отъездом Джон попрощался с Арьей и подарил сестре меч, который был назван ею «Игла».
Джона приняли на Стене нерадушно и относились к нему плохо из-за его знатного происхождения, ему приходилось терпеть нападки и колкости братьев Ночного Дозора и новобранцев первое время. Его дядя Бенджен ушёл с разведчиками на поиски Уэймара Ройса сразу после прибытия (одного разведчика из экспедиции Уэймара, Гареда, лорд Эддард казнил за дезертирство). Джон считал себя выше их, так как его обучал мастер над оружием Винтерфелла и к нему относились враждебно. В скором времени недоброжелательность рекрутов была улажена и они стали общаться с ним как с равным и подружились. Джон защищал Сэмвелла Тарли, которого ущемлял Аллисер Торн и большинство новобранцев, но Джон уговорил некоторых быть снисходительными. Один из них, Раст, отказался поддаваться Сэму во время тренировок и Джон с Призраком, Греном и Пипом ночью пригрозили ему.
Подружившись с Сэмом, Джон решил помочь ему. Он попросил старого мейстера Эймона, чтобы тот прислуживал слепцу, так как Сэм обучен грамоте и любил читать. Джон мечтал стать разведчиком, но был распределен в стюарды по приказу лорда-командующего. Джон был очень недоволен своим назначением, но всё же повиновался. Когда пришло время давать обеты Ночному Дозору, Сэмвелл вместе с Джоном впервые вышли за Стену к богороще. На обратном пути из Зачарованного Леса Призрак вернулся с загнивающей рукой в пасти и были обнаружены тела двух разведчиков из отряда Бенджена Старка. Лорд-командующий приказал отнести трупы мейстеру Эймону. По возвращении в замок Джиор Мормонт вызвал к себе Джона и сообщил ему о смерти короля Роберта Баратеона и аресте отца Джона, Эддарда Старка. Джона посадили под арест в келье из-за угроз Аллисеру Торну, который оскорбил честь Джона и его отца. Будучи в заточении Джон услышал за дверью странные звуки и оказалось, что труп разведчика Отора пробудился. Джон бросился спасать лорда-командующего и в схватке с упырем получил серьёзный ожог. За его заслуги перед Джиором Мормонтом, лорд-командующий дарит ему меч из валирийской стали «Длинный Коготь». Этот меч — фамильный меч дома Мормонтов, но Джиор переделал его и теперь рукоять меча представляла собой голову волка, а не медведя.

### Битва Королей
Командующий Ночного Дозора вскоре узнает, что одичалые активизировались и отправляется с отрядом, в составе которого есть Джон Сноу, навстречу им. По пути их отряд осматривал покинутую одичалыми деревню и последовал дальше, до Замка Крастера. На Кулаке Первых Людей они встречаются с Куореном Полуруким, который предлагает лорду-командующему совершить вылазку. В его отряд входит Джон Сноу. Кроме того, Гренн находит тайник брата Ночного Дозора с драконовым стеклом. В ходе вылазки отряд обнаруживает нескольких одичалых. Отряд Куорена убивает их, а девушку, Игритт, оставляет, чтобы Джон её убил. Джон не смог убить одичалую и она сбежала. Затем в ходе разведывательной операции Куорен решил, что отряду лучше разделиться и некоторые из разведчиков пошли к Кулаку Первых людей : Каменный Змей и Эббен, а Далбридж должен был задержать одичалых. Небольшой отряд в составе Джона Сноу и Куорена Полурукого должен был продолжить путь по Воющему Перевалу, однако их настигли одичалые во главе с Костяным Лордом. Куорен приказывает Джону примкнуть к одичалым и убить его, если понадобится. В результате Куорен погибает на дуэли, пораженный Джоном, который теперь завоевывает доверие одичалых.

### Буря Мечей
Джон Сноу примыкает к одичалым, встречается с Мансом-Налётчиком и с отрядом Тормунда отправляется к Кулаку Первых Людей, где обнаруживаются только трупы. Манс угрожает ему и в итоге Джон проговаривается, сообщая информацию о отряде Черных Братьев. Однако,Манс хотел убить Джона, но Игритт вступается за него.
С другим отрядом одичалых и вместе с Игритт он вскарабкивается на Стену и выдает им расположение крепостей Ночного Дозора. Когда их отряд доходит до земель Дара, Джон все чаще думает о побеге. Лучший случай предоставляется ему, когда в заброшенном городе двух одичалых убивает лютоволк Брана Лето, а он сам скрывается на лошади, получив ранение в ногу и убив одного из одичалых.
В Чёрном Замке Джон залечивает раны и атака одичалых застает дозорных врасплох, однако это не помешало им отбить отряд Тормунда. Тем временем войско Манса Короля-За-Стеной приближалось и Джон был отправлен на переговоры, но затем Станнис Баратеон неожиданно появляется и его конница одержала верх. Далла, жена Манса и её сестра Вель оказываются в плену у Ночного Дозора. Станнис предлагает Джону покинуть Дозор и стать Лордом Винтерфелла и Хранителем Севера, так как на Севере Болтоны и Железные Люди, однако Джон не принимает его предложение.
Борьба за пост лорда-командующего возобновляется и Джон Сноу выигрывает у Аллисера Торна с небольшим перевесом, становясь 998 лордом-командующим.

### Пир Стервятников
Джон начинает принимать в дружину Ночного Дозора одичалых, чтобы пополнить заметно поредевшие в последние годы ряды защитников. На правах короля Станнис требует себе земли, лежащие к югу от Стены, называемые «Дар». Когда-то Старки подарили эти земли живущим на них крестьянам с условием, что те будут часть урожая отдавать Ночному Дозору, но в последнее время людей там осталось совсем мало и земли пустуют. Джону удается немного отсрочить притязания Станниса, хотя число поддерживающих Сноу людей сильно сократилось. Недовольство дозорных растет с каждым днем, особенно из-за поведения Станниса, возомнившего себя главным и на Стене.
Чтобы Далла и её сын не стали жертвами магии Мелисандры, Джон отправляет её ребёнка вместе с мейстером Эймоном, Сэмвеллом Тарли и Лилли (украденной у Крастера дочерью) в Старомест.

### Танец с драконами
Несмотря на возражения Джона, Станнис приказывает сжечь Короля-За-Стеной на костре. Джону становится его жалко и Манс-Налётчик принимает смерть не от огня, а от стрелы Джона. Вскоре оказывается, что Мелисандра с помощью магии надела тень Костяного Лорда на тело Манса (теперь все видят Костяного Лорда вместо Манса), а сам Налётчик был отправлен в составе небольшого отряда в Винтерфелл, чтобы спасти Арью. Согласно виденьям Красной Жрицы, Арья находилась у Болтонов.
Джон отрубает голову Яносу Слинту за неповиновение, затем отсылает верных людей в другие замки. Возле Стены обнаруживается Алис Карстарк, которая бежит от замужества, и которую в видениях наблюдала Мелисандра (а не Арью). Джон спасает её, выдав замуж за магнара Теннов. Джон просит Вель найти одичалых из армии Манса и предложить им защиту Стены от иных в обмен на сокровища и повиновение (на сокровища он берет ссуду в браавосском банке на еду для одичалых и дозора).
Обязанности лорда-командующего становится для Джона тяжким бременем, обнаруживается много сложностей. Возникает необходимость переправить одичалых из Сурового дома, а из письма Рамси следует, что Станнис разбит, Манс схвачен, а сам Болтон требует невесту и Вонючку, Селису с Ширен, Вель и сына Манса себе. Джон принимает нелёгкое решение: выбить Рамси Болтона из Винтерфелла и его поддерживают лишь немногие братья Ночного Дозора. На Джона совершается покушение, когда он пытается разрешить инцидент с великаном. Несколько Чёрных Братьев ударяют его кинжалами, со словами «За Дозор». Погиб ли Джон Сноу, в книге не указано.

### Ветра зимы
В шестом сезоне телесериала «Игры Престолов» Джон Сноу оказывается возвращён к жизни магией Мелисандры. Поскольку со смертью его клятва Ночному Дозору закончилась, Джон счел возможным выступить против врагов своего дома, Болтонов и их союзников. В конце сезона Джон взял Винтерфелл и был объявлен лордами-знаменосцами Старков королём Севера.
Возможно, в шестой книге раскроется тайна происхождения Джона Сноу. Впрочем, из некоторых намеков автора можно предположить, что Джон — сын Лианны Старк и Рейгара Таргариена (В 10 серии 6 сезона сериала это было подтверждено).
В интервью Entertainment Weekly Джордж Мартин отказался подтверждать, что Джон мёртв, ответив на вопрос интервьюера о причинах убийства Джона: «Ах, так вы думаете, что он мертв? <…> Я не собираюсь говорить, мертв он или нет». Позже, когда у Мартина спросили про судьбу Джона Сноу, Мартин ответил: «Я не буду отвечать на этот вопрос».

## Экранизация
В сериале «Игра Престолов» роль Джона Сноу исполняет британский актёр Кит Харингтон. Джордж Мартин, лично принимавший участие в подборе актёров, рассказал в интервью, что среди множества молодых британских актёров, претендовавших на роль, Кит сразу выбился в фавориты благодаря своей схожести с персонажем и хорошей актёрской игре.
«Deadline» подтвердил, что 21 июня 2016 года Кит Харингтон, а также Питер Динклэйдж, Николай Костер-Вальдау, Лена Хиди и Эмилия Кларк вели переговоры о последних двух сезонах. Также сообщалось, что актёрам повысили зарплату до $500 000 за эпизод для седьмого и восьмого сезонов. 18 ноября 2016 года их зарплата была повышена до $1 100 000 за эпизод для седьмого и восьмого сезонов. 25 апреля 2017 года их зарплата была повышена до £2 000 000, то есть до $2 600 000 за эпизод для седьмого и восьмого сезонов.

#### Пятый сезон
В отличие от книги «Танец с драконами» Джон Сноу участвует в битве против Иных в Суровом Доме. Погибает Джон Сноу в 10 серии 5 сезона почти так же, как в конце книги «Танец с драконами» (его убивает Боуэн Марш вместе с другими дозорными).

#### Шестой сезон
Сюжетная линия Джона Сноу в сериале опережает книжную начиная с шестого сезона. В 1 серии 6 сезона персонаж появлялся в качестве трупа, однако уже во 2 серии 6 сезона был оживлён магией Мелисандры. В 9 серии 6 сезона Джон Сноу освобождает Винтерфелл от Болтонов, а в 10 серии 6 сезона северные лорды провозглашают его королём Севера. Также в этом сезоне зрителям раскрывается тайна родителей Сноу, ими оказываются сестра Неда Старка Лиана и принц Рейгар Таргариен.

#### Седьмой сезон
В начале 7 сезона провёл большой совет в Винтерфелле и отправился на Драконий Камень, где с разрешения Дейнерис начал добычу драконьего стекла. Вместе с Джорахом, Джендри, Тормундом, Псом, Торосом и Бериком Дондаррионом отправился в экспедицию в Застенье, в ходе которой сумел взять в плен упыря. После того как Дейнерис прилетела с драконами на помощь Джону, он присягнул ей на верность. Во время пребывания на Драконьем Камне они также влюбляются друг в друга. В конце 7 сезона Джон и Дейенерис занимаются любовью. В этом сезоне зрители узнают, что Джон вовсе не бастард, так как Лиана Старк и Рейгар Таргариен тайно вступили в брак, а настоящее имя Джона — Эйгон Таргариен.

#### Восьмой сезон
В начале финального сезона Джон Сноу прибывает в Винтерфелл вместе с Дейенерис Таргариен, где он воссоединяется со своей двоюродной сестрой Сансой Старк. Сэм Тарли и Бран Старк рассказывают ему о его истинном происхождении, после чего об этом узнает Дейенерис, и отношения между влюбленными стремительно ухудшаются. Джон участвует в битве за Винтерфелл. После победы над Королем Ночи уходит на юг, сразиться за Дейенерис в Королевской гавани, говоря о том, что не желает стать королем. После сожжения Королевской гавани, Джон убеждается в том, что его королева — тиран. В заключительной серии сезона убивает Дейенерис, чтобы предотвратить войну с Севером, так как Санса Старк распространила информацию о происхождении Джона Сноу, о чем Дейнерис знала. На его глазах Дрогон сжигает железный трон. По решению лордов Вестероса пожизненно отправлен в Ночной дозор. Это решение стало компромиссом между его казнью по требованию Безупречных и свободой, как того просила Санса.
В финальной сцене Джон покидает Чёрный Замок и уходит на Север вместе с одичалыми и Призраком, дальнейшая его история будет описана в спин-оффе носящим рабочее название «Сноу».